# 杰梅恩·耶纳斯
杰梅恩·耶纳斯（英語：Jermaine Jenas，1983年2月18日—），英格蘭職業足球員，現已掛靴，司職中場，出身諾定咸森林青訓系統。

## 生平

### 球會
贊拿斯首間正式的俱乐部是當時處於英甲（現時稱為英冠）的諾定咸森林，雖只列陣了一場球賽，但依然得到纽卡斯尔联的垂青，以500萬英鎊簽入贊拿斯，後來返回诺丁汉森林，上陣27場攻入4球，次季，贊拿斯再次成為紐卡素的球員。
在該屆中，贊拿斯在紐卡素上陣32場得到6球進球。2005年，贊拿斯認為於紐卡素欠缺發展空間，於是托特纳姆热刺以700萬英鎊簽入他，在舊球會中，贊拿斯共上陣106場，但僅得到9球進球，在新球會中，贊拿斯的表現更勝以前，目前他最大的目標是帶領球會參加歐洲賽事。
2011年8月31日贊拿斯被借用到阿士東維拉直到球季結束，但因傷患困擾直到11月才首次上陣，但僅在其第三場賽事亦是他首次正選登場，在12月3日主場對曼聯，於下半場受傷需用擔架抬離球場，賽後隨即為左跟腱進行手術，預計需要休養6個月。

### 國家隊
贊拿斯除了是熱刺的球會外，同時也是英格蘭青年軍的成員，在15場球賽中未有入球，第一次上陣是於2003年對澳洲的球賽。雖然飽受傷患困擾，贊拿斯仍能入選2006年德國世界盃決賽周的英格蘭大軍。

## 外部連結
- 杰梅恩·耶纳斯 – FIFA國際賽競賽紀錄 (存檔)
- 足球数据库：杰梅恩·耶纳斯的球员统计数据
- TheFA.com profile （页面存档备份，存于）
- "Big Interview （页面存档备份，存于）" from The Guardian